# Jorge Moll Filho
Jorge Neval Moll Filho (Rio de Janeiro, 23 de Janeiro de 1946) é um médico e empresário brasileiro. Atualmente é presidente do conselho de administração da Rede D'or São Luiz, uma das maiores companhias de hospitais do mundo e a maior do Brasil. A família Moll controla a companhia e possuem uma fortuna combinada de US$ 10 bilhões (R$ 45,5 bilhões).

## Biografia

### Formação acadêmica e primeiras ocupações
Formado em Medicina pela Universidade Federal do Rio de Janeiro (UFRJ), Jorge começou atendendo como cardiologista.

### Mais tarde no empresariado
Durante 26 anos desde 1977, Jorge administrou um grupo de clínicas de diagnóstico de imagem e um punhado de hospitais. Vendeu a sua rede para o grupo Fleury por R$ 1,19 bilhão em 2010 e usou esse capital para comprar hospitais em cidades como Rio de Janeiro, São Paulo, São José dos Campos, Brasília e Recife.

#### O IPO
Em dezembro de 2020, a Rede D'Or São Luiz, empresa na qual Jorge Moll e sua família são acionistas majoritários, fez a oferta inicial de ações, tornando-se uma companhia de capital aberto e listada na B3. Antes do IPO, Jorge e sua família possuíam uma fortuna empresarial avaliada em US$ 4 bilhões, sendo os 8° mais ricos do Brasil. Após o IPO, a fortuna da família cresceu para US$ 17 bilhões, sendo Jorge o patriarca com US$ 13,4 bilhões.

## Posições
Em 2017, a revista Forbes apontou Jorge como o 13° brasileiro mais rico com US$3,2 bilhões e em 2018 como o 14° mais rico com US$ 2,6 bilhões.